# Little Round Top

Little Round Top est la plus petite de deux collines se trouvant au sud de Gettysburg. Elle fut le site de l'assaut infructueux des troupes  confédérées contre le flanc gauche de l'Union le 2 juillet 1863, au deuxième jour de la bataille de Gettysburg.
Considéré par nombre d'historiens comme le lieu clé de la ligne défensive de l'Armée de l'Union ce jour-là, Little Round Top fut défendue avec succès par la brigade du colonel Strong Vincent. Le 20th Maine Volunteer Infantry Regiment, commandé par le colonel Joshua Lawrence Chamberlain, mena en ce lieu le plus fameux des engagements, culminant par une homérique charge à la baïonnette qui est l'un des faits d'armes les plus connus de la Guerre de Sécession.

## Géographie
Little Round Top est un éperon de granit. En dépit de son nom, sa crête est de forme ovale. Il est situé approximativement à trois kilomètres au sud de Gettysburg. Une pente raide de cinquante mètres permet d'arriver jusqu'au sommet (situé à 200 mètres au-dessus du niveau de la mer). La pente occidentale ne comporte pas de végétation contrairement aux pentes orientales et du sud qui sont, comme le sommet, légèrement boisées. La colline voisine, au sud, plus haute et nettement plus boisée, porte le nom de Big Round Top.

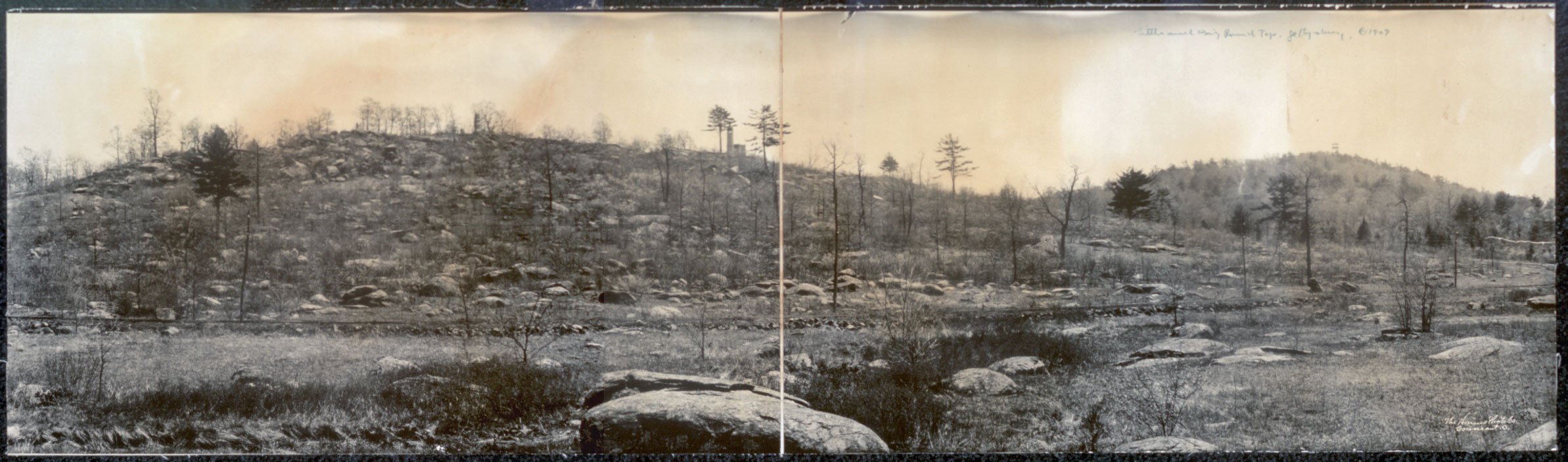
Little Round Top (à gauche) et (Big) Round Top, photographiées depuis la Plum Run Valley en 1909.

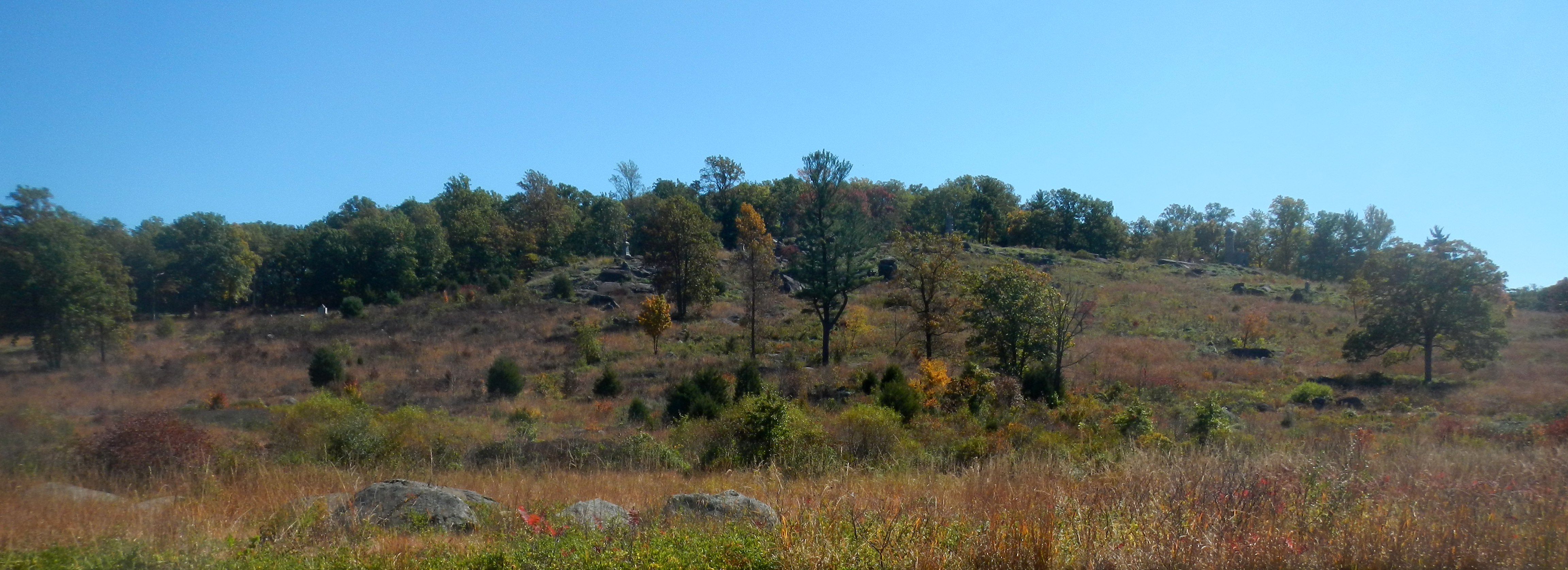
Little Round Top à l'automne 2015.

## Bataille de Gettysburg
Pour un article plus général, voir Bataille de Gettysburg.
Guerre de Sécession
Batailles
Campagne de Pennsylvanie
- Franklin's Crossing
- Brandy Station
- 2e Winchester
- Aldie
- Middleburg
- Upperville
- 2e Fairfax Court House
- Corbit's Charge (en)
- Hanover
- Sporting Hill
- Carlisle
- Gettysburg
- Retraite de Gettysburg
- Fairfield
- Monterey
- Williamsport
- Boonsboro
- Funkstown
- Manassas Gap

### L'assaut

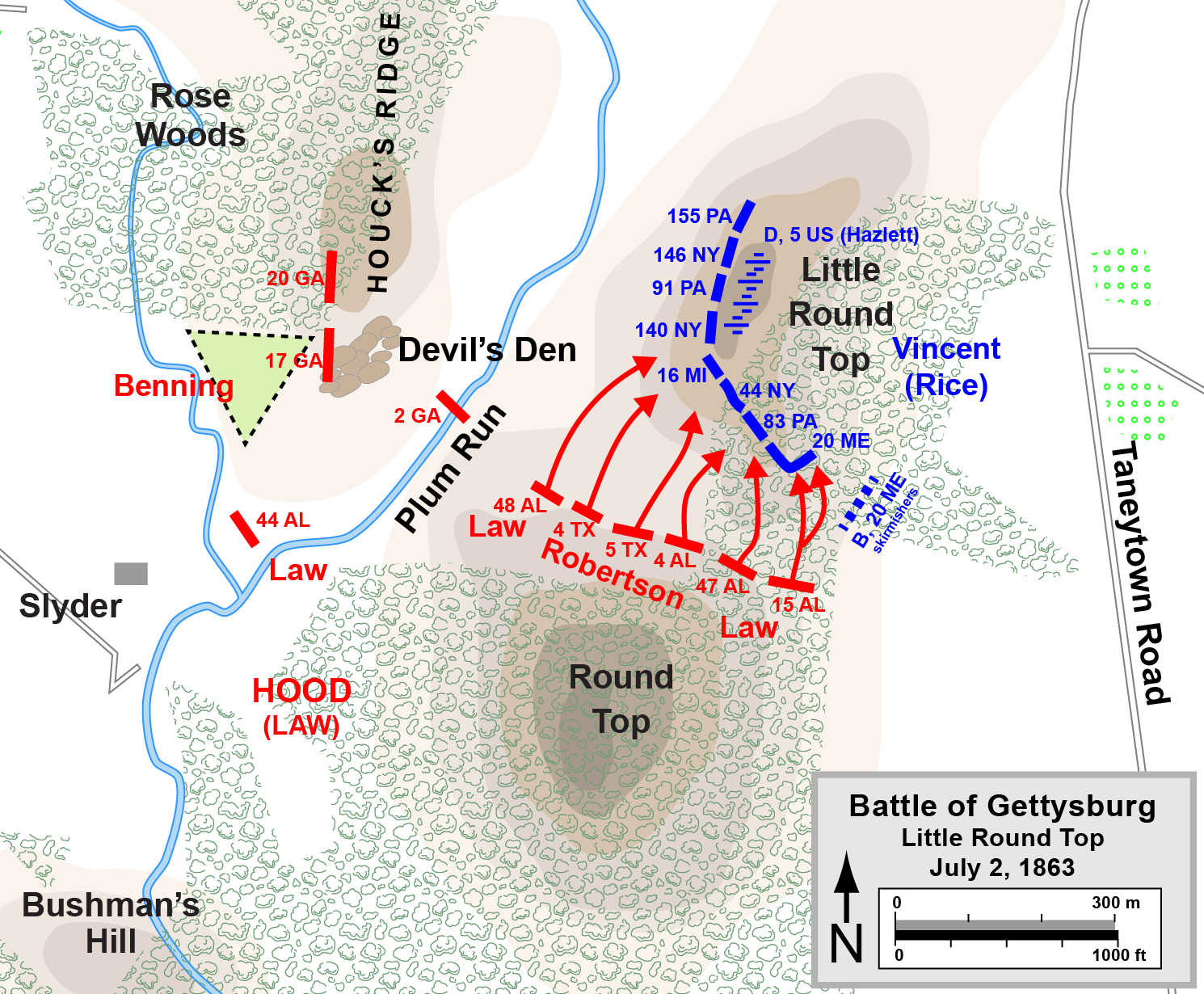
Assaut final.
Confédération
Union

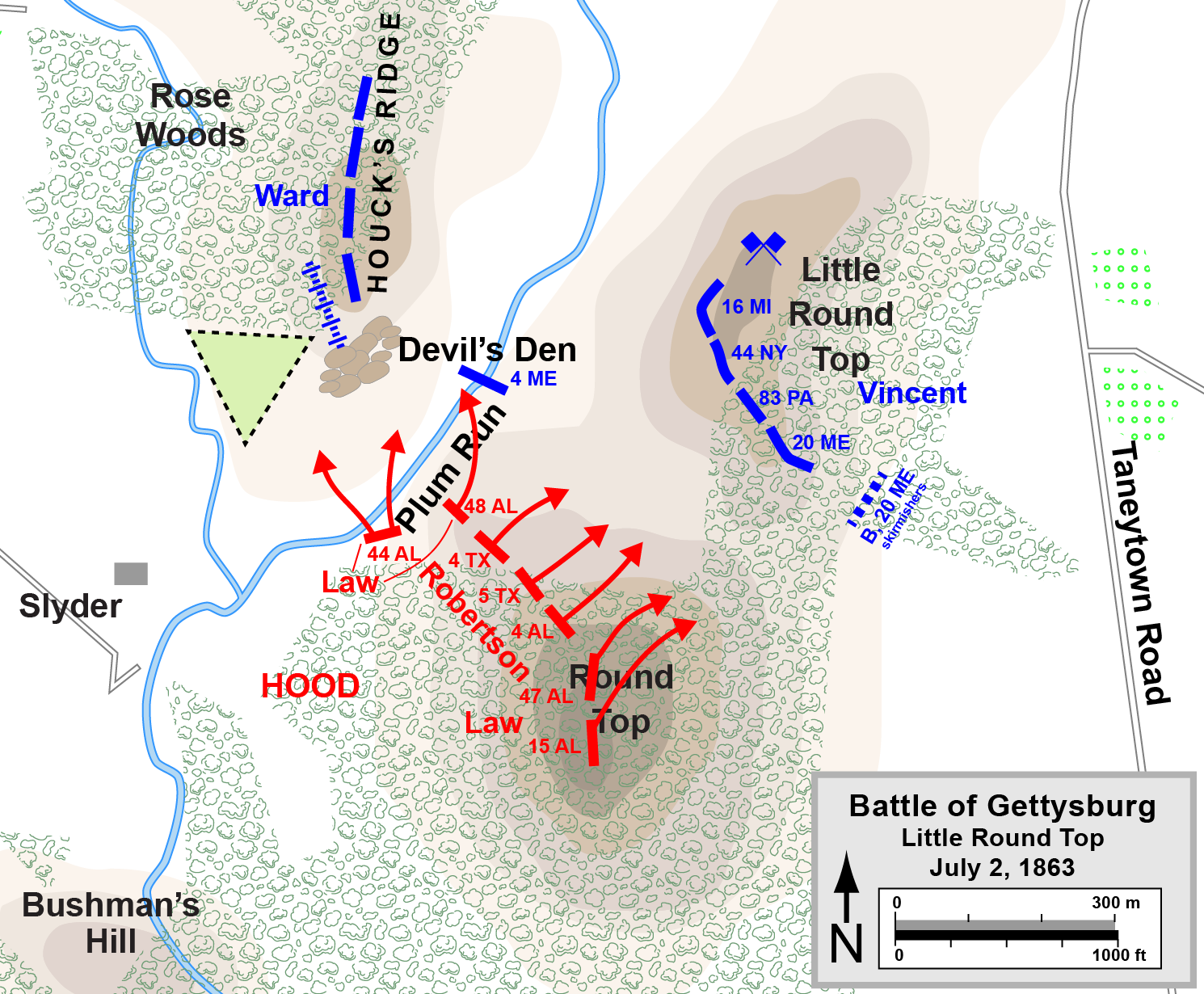
Début de l'assaut sur Little Round Top.
Confédération
Union

Le 2 juillet 1863, aux alentours de 16 h, le général confédéré James Longstreet lance une attaque pour prendre l'armée de l'Union de flanc. La division du général John Bell Hood doit prendre position à Devil's Den mais, pour diverses raisons (la présence de soldats unionistes sur cette position, le terrain qui a désorganisé les régiments confédérés...), elle se retrouve au nord-ouest de Round Top,.
Little Round Top n'est pas encore défendu par les soldats de l'armée du Potomac. Le général George G. Meade avait ordonné au général Daniel Sickles de placer son corps d'armée sur la partie sud de Cemetery Ridge, ce qui incluait Little Round Top. Mais Sickles n'a pas pris position à l'endroit indiqué, ses hommes se trouvent plus à l'ouest et son flanc gauche se situe au niveau de Devil's Den, que les confédérés ont contourné. Lorsque Meade s'en rend compte, il envoie le général Gouverneur K. Warren pour analyser la situation. Arrivé au sommet de Little Round Top, ce dernier aperçoit de nombreux scintillements au sud-ouest de sa position : il s'agit des baïonnettes des soldats sudistes que le soleil fait briller. Il se rend compte que l'assaut est imminent et envoie immédiatement ses officiers à la recherche de troupes disponibles,.
C'est le général George Sykes, commandant du Ve Corps qui répond à l'appel de Warren. Il ordonne à un messager d'avertir le général James Barnes, qui commande la première division du Ve Corps. En chemin, le messager rencontre l'une des brigades de la première division, commandée par le colonel Strong Vincent. Également alerté au sujet de la situation de Little Round Top, ce dernier a décidé de faire mouvement sans attendre les ordres de son supérieur. En arrivant sur place, le colonel Vincent place ses quatre régiments du nord-ouest vers le sud-est. Le 16e Michigan occupe le flanc droit. Le 44e New York et le 83e Pennsylvanie sont au centre. Le 20e Maine forme le flanc gauche. La brigade de Vincent finit de prendre position seulement dix minutes avant le début de l'attaque. Vincent informe le commandant du 20e, le colonel Joshua Lawrence Chamberlain, que son régiment est à l'extrême-gauche de la ligne de l'Union et qu'il doit tenir sa position à n'importe quel prix,.
Durant leur attaque et leur retraite, les Confédérés sont les cibles d'une pluie de plombs venant de la Compagnie B du 20e Maine, commandée par le Captain Walter Morrill, appuyée par la compagnie B du 2e U.S. Sharpshooters, qui ont été placées derrière un mur de pierre par Chamberlain à 140 m à l'est de la position extrême du 20e Maine pour prévenir toute manœuvre d'enveloppement. Restés cachés durant la mise en place des 15e et 47e régiments d'Alabama, ils vont, en ouvrant le feu durant la charge de ces deux régiments, semer panique et confusion dans leurs rangs, entraînant la retraite puis la déroute du 15e Alabama.
La brigade qui monte à l'assaut est commandée par le général Evander Law puis par le colonel James L. Sheffield lorsque le premier se rend compte qu'il doit prendre la tête de toute la division à la suite de la blessure de Hood. Il ordonne à cinq régiments (4e, 15e et 47e de l'Alabama et 4e et 5e du Texas) de prendre la colline. Épuisés par la marche de trente-deux kilomètres qu'ils viennent d'effectuer, les hommes qui composent ces régiments n'ont pas le temps de remplir à nouveau leurs gourdes d'eau avant de recevoir les ordres de Law. Ils sont repoussés une première fois. Le 15e, commandé par le colonel William C. Oates, se repositionne dans le but de prendre les nordistes de flanc,.
Comprenant le mouvement des confédérés, Chamberlain décide de placer ses hommes sur une seule ligne pour étirer au maximum le flanc et de placer une partie de ses soldats perpendiculairement à celui-ci pour tenter d'empêcher la manœuvre ennemie. Malgré de lourdes pertes le 20e résiste à plusieurs assauts pendant une heure et demie. Finalement constatant l'état de fatigue de ses troupes et l'épuisement des munitions, Chamberlain estime qu'il ne pourra pas tenir le choc d'une nouvelle attaque et ordonne une charge à la baïonnette. La partie gauche de son régiment, légèrement avancée, permet de déborder le flanc du 15e et la capture de nombreux sudistes.
Le reste des régiments nordistes est dans une situation difficile. Sur le flanc droit, les 4e et 5e régiments du Texas ont violemment attaqué le 16e Michigan, le plus petit des régiments nordistes. Lors d'un assaut, le colonel Vincent est mortellement blessé et le colonel James C. Rice prend la direction des troupes de l'Union. L'arrivée du 140e New York et de quelques pièces d'artillerie permettent de tenir la position le temps de l'arrivée de plusieurs autres régiments qui assurent la victoire à l'Union.
À la fin de la journée, la position est fortifiée, plusieurs régiments et des pièces d'artilleries y prennent position. Round Top est également occupé. Une contre-attaque est lancée. Le lendemain, la batterie déployée sur Little Round Top ouvre le feu sur une partie des régiments confédérés engagés dans la charge de Pickett. Après l'échec de celle-ci, le général Meade se rend sur la colline pour évaluer la possibilité de lancer une contre-attaque avant d'y renoncer.

### Conséquences
Les unionistes ont engagé près de 3 000 hommes pour défendre Little Round Top et comptent 134 tués, 402 blessés et 29 disparus. Les confédérés, au nombre de 5 000, déplorent 279 morts, 868 blessés et 219 disparus (en grande partie prisonniers).
Les historiens sont unanimes sur le fait que les combats ont été féroces et que les soldats des deux bords se sont vaillamment battus. En revanche, ils sont beaucoup plus divisés au sujet de l'importance stratégique de la bataille Little Round Top dans le résultat final de la bataille de Gettysburg. Dans un premier temps, les historiens ont considéré qu'il s'agissait d'un évènement majeur et que la résistance de Chamberlain avait sauvé l'armée du Potomac du désastre, bien que les rapports de Lee et de Longstreet laissent l'impression que les collines de Round Top et Little Round Top étaient des obstacles plutôt que des objectifs. Plus tard, d'autres, tel Garry Adelman, ont relativisé l'importance de la position pour l'artillerie et ont pointé le fait que, même si la division de Hood avait pu s'emparer de la colline sans combattre, elle n'aurait pu résister à une contre-attaque de l'Union du fait de l'arrivée d'un corps d'armée entier (le VIe) à la fin de la journée.